# Enrique Raxach
Enric (Enrique) Raxach (Barcelona, 15 januari 1932) is een Nederlands componist van Spaanse herkomst.

## Leven
Raxach studeerde van 1949 tot 1952 bij Nuri Aymerich. Gestimuleerd door de nieuwe muzikale ontwikkelingen in Parijs, ging hij in maart 1958 naar Parijs om Pierre Boulez te ontmoeten. Na verblijven in München en Zürich vestigde Raxach zich in september 1959 te Keulen. 
Van 1959 tot 1965 volgde hij de zomercursussen van Darmstadt bij onder andere Olivier Messiaen, Pierre Boulez, Bruno Maderna en Karlheinz Stockhausen. Verder volgde hij de analysecursussen in Bilthoven tijdens de Gaudeamus muziekweken bij onder andere György Ligeti, Iannis Xenakis, Klaus Huber en Earle Brown. 
In 1962  vestigde hij zich definitief in Nederland; in 1969 werd hij tot Nederlander genaturaliseerd.
Raxachs werken werden op nagenoeg alle internationale festivals voor nieuwe muziek uitgevoerd door vooraanstaande dirigenten en musici. Daarnaast vinden er uitvoeringen en radio-opnamen plaats in vrijwel alle landen van West-Europa, Japan, Noord- en Zuid-Amerika. 
In 1977 werd aan Raxach de Compositieprijs van Barcelona toegekend voor Metamorphose I uit 1956.

## Compositie

### Werken voor orkest
- 1951/1952: Estudis (strijkorkest)
- 1952/1955: Six mouvements
- 1954-1956: Polifonías (strijkorkest)
  1. Tranquillo-Allegretto-Tempo 1º
  2. Molto mosso-Meno mosso-Agitato
  3. Adagio
  4. Mosso-Eccitato
  5. Tranquillo-Andante moderato
- 1956: Metamorphose I
- 1958: Metamorphose II
- 1959: Metamorphose III, voor vijftien solo-instrumenten (fluit, hobo, klarinet, altsaxofoon, basklarinet, fagot, hoorn, trompet, trombone, harp, twee violen, altviool, cello en contrabas)
- 1962-1963: Fluxión, voor fluit (tevens piccolo), hobo, klarinet, fagot, hoorn, trompet, trombone, twee violen, altviool, cello, contrabas, vier slagwerkers (4e tevens piano) en harmonium
- 1965: Syntagma
- 1966: Textures
- 1967/1968: Equinoxial, voor 31 blazers, zes slagwerkers, acht contrabassen en hammondorgel
  1. Cycle 1
  2. Jeu 1
  3. Cycle 2
  4. Jeu 2
  5. Cycle 3
- 1969 rev. 1989: Inside outside, voor orkest en geluidsband
- 1972-1974: Figuren in einer Landschaft
- 1975: Erdenlicht
- 1980: Am Ende des Regenbogens
- 1985: Opus incertum, voor groot kamerorkest
- 1986: Calles y sueños - In memoriam Federico García Lorca, voor kamerorkest
- 1994-1995: Concertino for piano and orchestra
  1. Prologue
  2. Ostinato
  3. Nocturnal
  4. Interlude
  5. Scherzo
  6. Epilogue
- 1995, 2003: Telluris, voor viool en orkest
- 2005-2007: Chapter One
- 1997: Chapter Three
- 2002: Chapter Five
- 2004: Chapter Seven
- 2011-: "Chapter Nine"

### Werken voor harmonieorkest
- 1988: Preparatori
  1. Ixent
  2. Trànsit
- 1991: Codex Z, voor groot harmonieorkest en bambuso sonoro
  1. Neumes I
  2. Episode I (Paris 1958)
  3. Neumes II
  4. Episode II (Black Forest 1986)
  5. Neumes III
  6. Episode III (Factor alpha)
  7. Neumes IV
- 1999: Partita, voor 27 blazers en vier slagwerkers

### Werken voor koor
- 1972: Interface uit "The esoteric garden", voor gemengd koor en orkest
- 1978: Soirée musicale, voor basklarinet solo, vrouwenkoor en orkest
  1. Prélude
  2. Nocturne
  3. Madrigal I
  4. Interlude
  5. Madrigal II
  6. La muse inquiète
  7. Postlude
- 1990: Nocturno del hueco, voor koor, ensemble en geluidsband - tekst: Federico García Lorca

### Vocale muziek
- 1952: Pequeña Cantata, voor tenor en zes instrumenten (fluit, basklarinet, horn, harp, altviool en cello - tekst: Gabriel Bocángel y Unzueta
- 1965-1966: Fragmento II, voor sopraan en drie instrumenten (fluit (tevens piccolo) en 2 slagwerkers) - tekst: Vicente Huidobro
- 1969: Paraphrase, voor contralto, fluit, klarinet, basklarinet, fagot, hoorn, trompet, twee slagwerkers, harp, viool, altviool en cello
- 1973: Sine nomine, voor sopraan (tevens altaarbellen en scheepsbel) en groot kamerorkest, geluidsband en elektronica - tekst: Fragmenten van Gustave Flaubert, Enric Raxach, Antonin Artaud, Friedrich Nietzsche en uit Genesis
- 1975: Grand duo concertant, voor sopraan en contrabas
- 1984: ... hub of ambiguity, voor sopraan en ensemble (fluit (tevens altfluit en piccolo), klarinet (tevens basklarinet), slagwerker, mandoline, gitaar, harp, viool en contrabas) - tekst: Marilyn Hacker

### Kamermuziek
- 1961: Fases, voor strijkkwartet
- 1962: Estrofas, voor zes instrumenten (fluit (tevens piccolo), basklarinet (tevens klarinet), viool, cello, contrabas en een slagwerker)
- 1967: Summer music, voor cello en piano
- 1967 rev. 1987: Deux esquisses, voor klavecimbel en slagwerk
- 1968: Imaginary landscape voor fluit (ook alt fluit en een slagwerker)
- 1971: Scattertime, voor kamerensemble (fluit, klarinet (tevens basklarinet), viool, cello, piano en elektronisch orgel)
- 1971: Strijkkwartet no. 2, met elektronisch equipment
- 1974: Chimaera, voor basklarinet en geluidsband
- 1979: The hunting in winter, voor hoorn en piano
- 1982: Careful with that…, voor klarinet (tevens Es-klarinet) en een slagwerker
- 1982: Chalumeau, voor klarinetkwartet
- 1982: Ode, voor fluit en strijktrio
- 1983: Vórtice voor zes basklarinetten en drie contrabasklarinetten
- 1984: Chant d'après l'Ode, voor fluit solo
- 1986: Antevísperas, voor saxofoonkwartet
- 1986: Asalto, altsaxofoon (tevens sopraansaxofoon) en piano
- 1988: Obsessum, voor fagot en negen accordeons
- 1989: 2x1 = 1x2, voor een of twee klarinetten
- 1992: Decade, voor basklarinet en accordeon

### Werken voor orgel
- 1965: Tientos
- 1967: The looking-glass

### Werken voor piano
- 1976: Ricerare
- 1993: Twelve preludes

### Werken voor harp
- 1992: Danses Pythiques

### Werken voor gitaar
- 1988: La obscuridad y su mano izquierda

### Werken voor slagwerk
- 1979: Aubade, voor percussie kwartet
- 1979: Cadenza, voor solo paukenist
- 1996: Neumes, voor percussie sextet

### Elektronische muziek
- 1971: A Rite of Perception
- 1990: Reflections inside
- 1998: Life, love, war, death et cetera